# Vinhedo
Vinhedo (wijngaard) is een gemeente in Brazilië in de staat São Paulo. De gemeente ligt 725 meter boven zeeniveau, is 81 km² groot en heeft naar schatting 76.540 inwoners (2022).
De gemeente staat bekend om haar "Festa da Uva" (Druivenfeest) en de corruptie van haar burgemeesters en secretarissen. Zo moest de oude burgemeester Milton Serafim samen met zijn twee secretarissen Marcos Ferreira Leite en Alexandre Tasca drie maanden de gevangenis in wegens medeplichtigheid bij fraude. Dit heeft in totaal 60 miljoen gekost.

## Aangrenzende gemeenten
De gemeente grenst aan Itatiba, Itupeva, Louveira en Valinhos.